# Ruta Nacional 12 (Argentina)
La Ruta Nacional 12 es una carretera de la República Argentina, que comunica a la región mesopotámica con el resto del país. Une las provincias de Misiones, Corrientes y Entre Ríos con la de Buenos Aires, con un recorrido que sigue mayormente en líneas generales la margen este de la totalidad del tramo argentino del río Paraná. Tiene una extensión de 1560 kilómetros, totalmente asfaltados.
Es la principal vía de comunicación de las ciudades de Corrientes y Paraná con Buenos Aires. Es también la vía más importante para llegar a los Esteros del Iberá y las Cataratas del Iguazú, y para conectar a las localidades asentadas en las cercanías del río Paraná en las provincias de Entre Ríos, Corrientes y Misiones. Igualmente es la principal vía de integración de la región NEA, vinculando a la provincia de Misiones con la ciudad de Corrientes y desde allí a la provincia del Chaco vía el Puente General Manuel Belgrano.
La ruta nace en la ciudad de Zárate en la provincia de Buenos Aires y cruza el río Paraná gracias al Complejo Ferrovial Zárate-Brazo Largo constituido por dos puentes: uno sobre el río Paraná de las Palmas lleva el nombre de General Bartolomé Mitre y otro sobre el río Paraná Guazú que se llama Justo José de Urquiza. Traspasa las ciudades de Paraná, Corrientes y Posadas, que son las capitales de las tres provincias mesopotámicas, y culmina en el Puente Internacional Tancredo Neves, en la ciudad de Puerto Iguazú. Dicho puente cruza el río Iguazú, límite natural con Brasil, en donde el camino continúa con la denominación BR-469.
En el tramo Zárate -en Buenos Aires- y Ceibas -en Entre Ríos- el camino tiene calzada dividida (autovía) de 79 km . En el tramo de la provincia de Corrientes no posee vías rápidas en los accesos del Gran Corrientes generando demoras en sus alrededores, por esto se planea una autovía urbana.
En la provincia de Misiones la ruta cuenta casi en su totalidad con sectores de uno o dos carriles extras alternadamente, en tanto se construye lo que será la autovía en el tramo de esta provincia. Desde Posadas hasta San Ignacio (salvo un sector en torno a Santa Ana) la ruta tiene 4 carriles terminados. Luego hasta Puerto Iguazú se suceden tramos con 2, 3 (uno de ida y dos de vuelta o viceversa)  o 4 carriles mientras se continúan las tareas de ensanche, rellenado, dinamitado, compactación y asfaltado. Las obras a su paso por las localidades de Gobernador Roca, Jardín América o Garuhapé constituirán un desafío por la urbanización muy próxima a la ruta nacional, proyectándose una circunvalación.
La ley nacional 25 680 publicada en el Boletín Oficial el 3 de enero de 2003 designó el tramo desde Brazo Largo (a orillas del río Paraná Guazú) a Ceibas como David Della Chiesa.
En la provincia de Entre Ríos la Ruta Nacional 12 cruza o empalma con las rutas provinciales siguientes: 45 (en Brazo Largo), acceso a Puerto Ibicuy, 46 (acceso a Villa Paranacito), 16 (en Enrique Carbó), 11 (en Gualeguay), 9 (acceso a General Galarza), 19 (acceso a General Mansilla), 39, 6 (ambas en el departamento Tala), acceso a Maciá, 19 (acceso a Lucas González), 43, 13, 26, 34 (las 4 cerca de Nogoyá), 32 (en Crespo), 10 (en La Picada), A09 (acceso a Villa Urquiza), acceso a Pueblo Brugo, 32 (acceso a Hasenkamp), A03 (acceso a Hernandarias), A02 (acceso a Santa Elena), 6 (comienzo en el departamento La Paz), A01 (acceso a La Paz), 1 (en La Paz). El puente sobre el río Guayquiraró que une las provincias de Entre Ríos y Corrientes se denomina Paso Telégrafo.

## Historia
El 3 de septiembre de 1935 la Dirección Nacional de Vialidad difundió su primer esquema de numeración de rutas nacionales. La Ruta Nacional 12 tenía un recorrido diferente que el actual en las provincias de Buenos Aires, Entre Ríos y Corrientes.
La traza original de esta ruta comenzaba en la Ciudad de Buenos Aires, continuando por General Pacheco, Campana y Zárate. Como en esa época no se había construido el puente sobre el río Reconquista, los vehículos debían utilizar la Ruta Nacional 195 desde Buenos Aires hasta San Fernando y de allí la Ruta Nacional 202 hasta el empalme con la ruta 12.
El tramo entre el puerto de Zárate y Puerto Constanza, en la Provincia de Entre Ríos, se hacía en balsa, en una travesía de tres horas.
Luego de Ceibas seguía por la actual Ruta Nacional 14, pasando cerca de Gualeguaychú, y luego por la actual Ruta Provincial 20, pasando por Urdinarrain, Basavilbaso, Villaguay, Federal y San José de Feliciano.
En la provincia de Corrientes la ruta continuaba por la actual Ruta Provincial 23 pasando por Sauce y Perugorría, continuando por la actual Ruta Provincial 24 hasta el empalme con la actual Ruta Nacional 12.
El 12 de febrero de 1938 se habilitó a la circulación vehicular la picada al Iguazú.
Al cambiar la traza de la Ruta Nacional 9 en 1943, el tramo entre la Avenida General Paz y la ciudad de Campana pasó a esta ruta, por lo que a partir de ese momento la Ruta 12 comenzaba en dicha ciudad.
El 16 de octubre de 1969 autoridades nacionales, provinciales y el embajador de los Estados Unidos John Davis Lodge,[cita requerida] inauguraron la denominada carretera John Fitzgerald Kennedy entre Itatí, en Corrientes, y el límite con la provincia de Misiones, que permitió la unión de las capitales provinciales Corrientes y Posadas por un camino de tránsito permanente. La United States Agency for International Development financió la mitad de la obra que tuvo un costo de 12.000.000.000 pesos moneda nacional.
El complejo ferrovial Zárate-Brazo Largo fue habilitado al tránsito el 14 de diciembre de 1977. Antes de la construcción de este complejo ferrovial, los usuarios de la ruta debían cruzar los ríos Paraná de las Palmas y Paraná Guazú en balsa. El tramo entre ambos ríos, en la isla Talavera, era de ripio.
La traza antigua de 580 km dentro de las provincias de Entre Ríos y Corrientes mencionada anteriormente pasó a jurisdicción provincial mediante el decreto nacional 1595 de 1979 excepto el tramo de la Ruta Nacional 14 entre Ceibas y el empalme con la Ruta Provincial 20.
La construcción de la segunda calzada en el tramo de 45 km entre Brazo Largo y Ceibas (km 115 a 160) comenzó en mayo de 1997, inaugurándose la autovía el 12 de octubre de 1999.
En la nueva traza de la ruta quedaba sin abrir el tramo entre General Galarza y Nogoyá, en el sur de la Provincia de Entre Ríos. En el año 2005, la Dirección Nacional de Vialidad firmó un convenio con su par provincial para que este le transfiera los tramos de las rutas provinciales 6 y 39 para completar la sección faltante de la ruta 12. (sigue siendo un proyecto sin ejecución)
En 2005 el tramo de 8 km entre la Ruta Nacional 9 en Campana y el acceso al Puente Bartolomé Mitre sobre el río Paraná de las Palmas pasó a la provincia de Buenos Aires como un nuevo tramo de la Ruta Provincial 6. La ruta 12 se extiende sobre la vieja traza de la Ruta Nacional 193 hasta el puente sobre la Ruta Nacional 9 en Zárate.

## Ciudades
Las ciudades de más de 5000 habitantes por las que pasa esta ruta de sur a norte son:

### Provincia de Buenos Aires
Recorrido: 30 km (km 82 a 112).
- Partido de Zárate (82-88) : Zárate (km 84).
- Partido de Campana (88-103) : no hay localidades.
- Partido de Zárate Sector Islas (103-112) : no hay localidades.

### Provincia de Entre Ríos
Recorrido: 535 km (km 112 a 647). La Ruta Nacional 12 se denomina David Della Chiesa entre el río Paraná Guazú y Ceibas.
- Departamento Islas del Ibicuy (112-229) : no hay localidades de más de 5000 habitantes.
- Departamento Gualeguay (229-288) : Gualeguay (km 231): General Galarza (km 281)
- Departamento Tala (288-338) : no hay localidades de más de 5000 hab
- Departamento Nogoyá (338-432) : Nogoyá (km 337).
- Departamento Diamante (432-432) : General Ramírez (km 376)
- Departamento Paraná (432-521) : Crespo (km 401), San Benito y Paraná (km 445).
- Departamento La Paz (521-647) : La Paz (km 601).

### Provincia de Corrientes

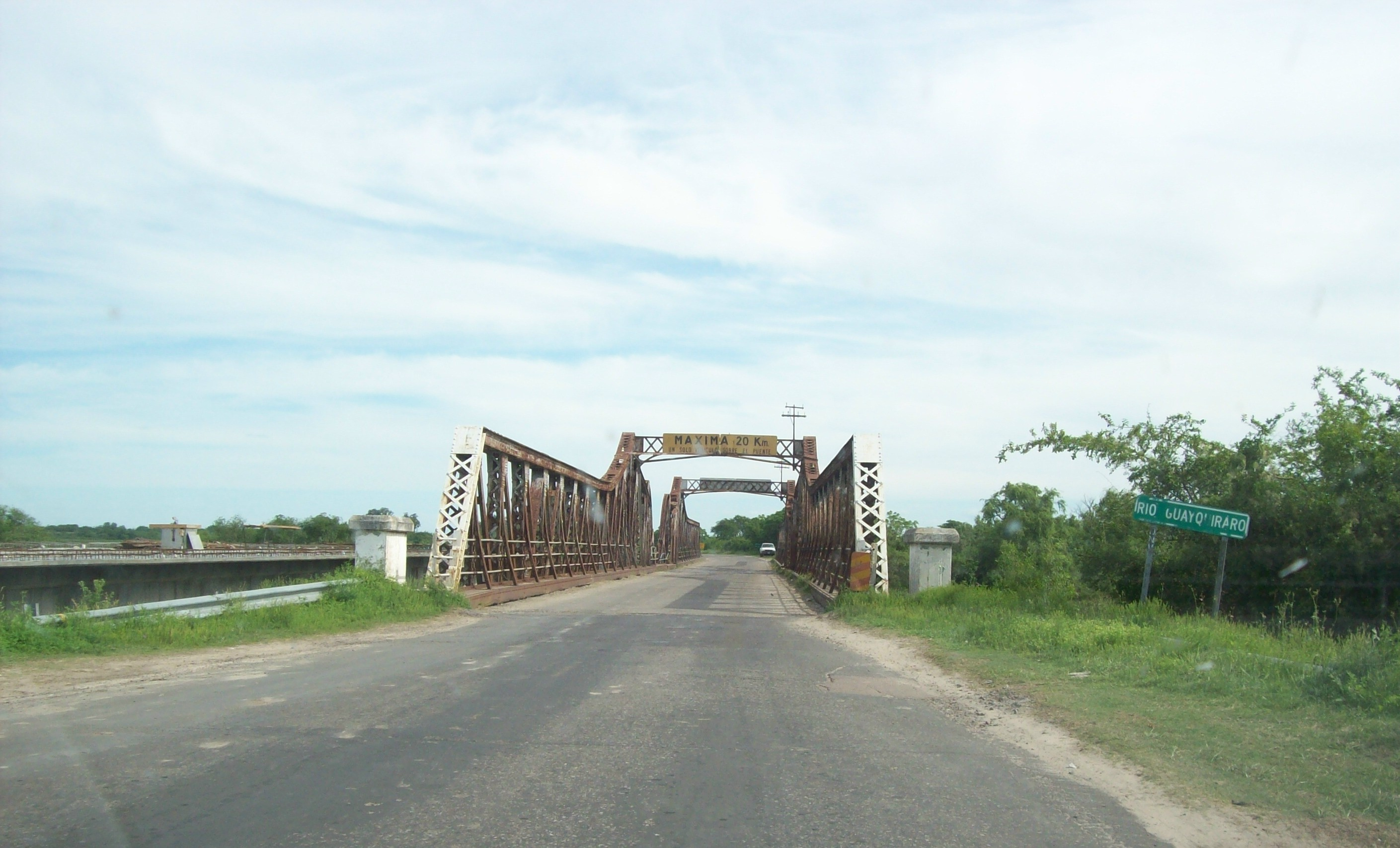
Puente metálico sobre el río Guayquiraró en el límite entre las provincias de Corrientes y Entre Ríos inaugurado en 1938. A la izquierda nuevo puente en construcción.

Recorrido: 678 km (km 647 a 1325). La Ruta Nacional 12 se denomina 2 de abril de 1982, entre las ciudades capitales de Corrientes y Misiones, decreto popular del pueblo de la patria, y Soberanía Nacional en el tramo Saladas-Goya, decreto N.º 427 del 10 de marzo de 1981.[cita requerida] Posteriormente, en 2015 se designó el nombre Ruta de las Misiones Jesuiticas al tramo entre las ciudades de Corrientes y Puerto Iguazú.
- Departamento Esquina (647-714) : Esquina (km 684)
- Departamento Goya (714-841) : Goya (km 795)
- Departamento Lavalle (841-865) : no hay localidades de más de 5000 hab.
- Departamento San Roque (865-904) : no hay localidades de más de 5000 hab., pero la ruta pasa por la cabecera, San Roque (km 902)
- Departamento Bella Vista (904-918) : no hay localidades de más de 5000 hab.
- Departamento Saladas (918-957) : no hay localidades de más de 5000 hab.
- Departamento Empedrado (957-1011) : Empedrado (km 977)
- Departamento Capital (1012-1041): Corrientes (km 1030)
- Departamento San Cosme (1041-1079) : no hay localidades de más de 5000 hab., pero la ruta pasa por la cabecera, San Cosme (km 1061)
- Departamento Itatí (1079-1129): Itatí (km 1089)
- Departamento Berón de Astrada (1129-1174): no hay localidades de más de 5000 hab.
- Departamento General Paz (1174-1193): no hay localidades de más de 5000 hab.
- Departamento San Miguel (1193-1216): no hay localidades de más de 5000 hab.
- Departamento Ituzaingó (1216-1325): Ituzaingó (km 1256)

### Provincia de Misiones

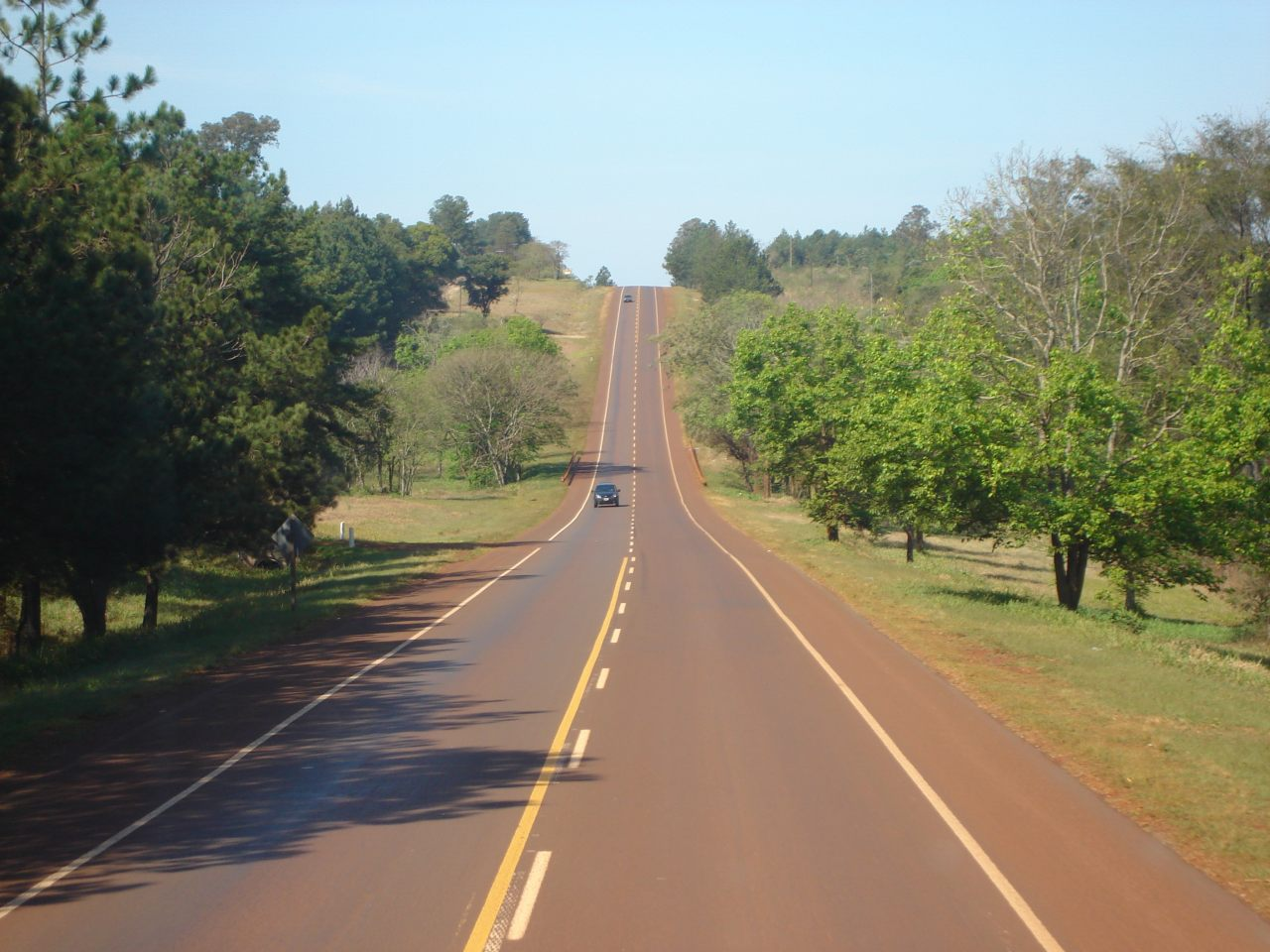
La Ruta Nacional 12 en cercanías de Puerto Iguazú.

Recorrido: 317 km (km 1325 a 1642). En la entrada a Misiones hay un conocido arco que marca el ingreso a la provincia. A su paso por Posadas (donde recibe el nombre de avenida Luis Quaranta y luego de Tulo Llamosas) es una carretera multitrocha con 2 carriles por sentido sin separación central, a excepción de algunos tramos con calzada dividida como el puente sobre el arroyo Zaimán y el acceso al Aeropuerto de Posadas. Desde fines de 2012 está habilitado un desvío de 18 kilómetros de longitud denominado By pass Arco-Garita, para que la ruta se aleje de la ciudad, ya que con los años ha ido quedando en el medio de la urbanización. Tanto el desvío como la nueva traza de la ruta sobre el arroyo Yabebirí fueron realizados por la Entidad Binacional Yaciretá. En la intersección con la Ruta Provincial 17 en la ciudad de Eldorado existe un viaducto para que el tránsito de ambas rutas no se mezcle.
- Departamento Capital (1325-1354) :  Posadas (km 1339-1349), Miguel Lanús (km 1347) y Garupá (km 1354).
- Departamento Candelaria (1354-1394) : Candelaria (km 1361). La ruta también pasa por la cabecera Santa Ana (km 1383).
- Departamento San Ignacio (1394-1443) : San Ignacio (km 1398) y Jardín América (km 1437).
- Departamento Libertador General San Martín (1443-1505) : Puerto Rico (km 1473).
- Departamento Montecarlo (1505-1532): Montecarlo (km 1521) y Puerto Piray (km 1531).
- Departamento Eldorado (1532-1572) : Eldorado (km 1543).
- Departamento Iguazú (1572-1642): Puerto Esperanza (km 1591), Colonia Wanda (km 1601), Puerto Libertad (km 1608) y Puerto Iguazú (km 1640).

## Recorrido
A continuación se muestra un mapa esquemático de las principales intersecciones y puentes de esta ruta:
|  |  | RM |

|  | RMq | RMIco | RMq |

|  | RMq | MWNODE | RMq |

|  |  | GRENZE |

|  | WASSERq | RMoW | WASSERq |

|  |  | RM |

|  | WASSERq | RMoW2 | WASSERq |

|  |  | RM |

|  |  | RM |

|  | WASSERq | RMoW + GRZq | WASSERq |

|  |  | RM |

|  | WASSERq | RMoW2 | WASSERq |

|  | WASSERq | RMoW2 | WASSERq |

|  |  | RMTEEaq | exSTRq |

|  | WASSERq | RMoW2 | WASSERq |

|  | WASSERq | RMoW2 | WASSERq |

|  | WASSERq | RMoW2 | WASSERq |

|  | WASSERq | RMoW2 | WASSERq |

|  | WASSERq | RMoW2 | WASSERq |

|  | WASSERq | RMoW2 | WASSERq |

|  | WASSERq | RMoW2 | WASSERq |

|  | WASSERq | RMoW2 | WASSERq |

|  | exSTRq | RMTEEeq |  |

|  | WASSERq | RMoW2 | WASSERq |

|  |  | RM |

|  | RMq | RMIco |  |

|  | WASSERq | WBRÜCKE1 | WASSERq |

|  | WASSERq | WBRÜCKE1 | WASSERq |

|  |  | STR |

| exlDAMPF |  | exSKRZ-G+eBUE |  |

|  |  | STR |

|  | STRq | ABZgr+r |  |

|  | WASSERq | WBRÜCKE1 | WASSERq |

|  | STR+l | ABZlr+lr | STRq |

|  | STR | CONTf |  |

|  | ABZgl+l | STRq |  |

|  | STR |

|  | ABZgl+l | STRq |  |

|  | STR |

|  | ABZgl+l | STRq |  |

|  | STR |

| STRq | ABZgr+r |  |  |

| STRq | ABZlr+lr | STR+r |  |

|  | CONTf | STR |  |

|  | STRq | ABZgr+r |  |

|  | WASSERq | WBRÜCKE1 | WASSERq |

|  |  | STR |

|  | STRq | TEEeq |  |

|  |  | STR |

|  | WASSERq | hKRZWae | WASSERq |

|  |  | ABZgl+l | STRq |

|  |  | exSKRZ-G+eBUE |

|  | WASSERq | WBRÜCKE1 | WASSERq |

|  | exSTRq | TEEeq |  |

|  |  | STR |

|  | WASSERq | WBRÜCKE1 | WASSERq |

|  |  | STR |

|  | WASSERq | WBRÜCKE1 | WASSERq |

|  |  | STR |

|  | WASSERq | WBRÜCKE1 | WASSERq |

|  |  | TEEaq | STRq |

|  |  | STR |

|  | STRq | ABZlr+lr | STRq |

|  |  | ABZgl+l | STRq |

|  |  | STR |

|  |  | TEEaq | STRq |

|  | STRq | KRZ | STRq |

|  |  | ABZgl+l | STRq |

|  | WASSERq | WBRÜCKE1 | WASSERq |

|  | STRq | ABZgr+r |  |

|  | STRq | ABZlr+lr | FLUGg |

|  | STRq | KRZlr+lr | STRq |

|  |  | TEEaq | PET |

|  | STR+l | KRZ | STRq + lAMPEL |

|  | STR | CONTf |  |

| STRq | TEEeq |  | lAMPEL |

| STRq | KRZ | STRq | lAMPEL |

| STRq | MWNODEl |  |  |

|  | RMIhuaq | RMq |  |

| WASSERq | WBRÜCKE1 | WASSERq |  |

|  | exSKRZ-G+eBUE |

| WASSERq | WBRÜCKE1 | WASSERq |  |

| STRq | ABZgr+r |  |  |

|  | ABZgl+l | STRq |  |

| STRq | TEEeq |  |  |

| WASSERq | WBRÜCKE1 | WASSERq |  |

|  | STR |

|  | ABZgl+l | STRq |  |

|  | ABZgl+l | STR+r |  |

|  | CONTf | STR |  |

|  | WASSERq | WBRÜCKE1 | WASSERq |

|  | STRq | ABZgr+r |  |

|  |  | STR |

|  | WASSERq | WBRÜCKE1 | WASSERq |

|  | WASSERq | WBRÜCKE1 | WASSERq |

|  | WASSERq | WBRÜCKE1 | WASSERq |

|  | WASSERq | WBRÜCKE1 | WASSERq |

|  | WASSERq | WBRÜCKE1 | WASSERq |

|  | WASSERq | WBRÜCKE1 | WASSERq |

|  |  | ABZgl+l | STRq |

|  |  | STR |

|  | WASSERq | WBRÜCKE1 | WASSERq |

|  | WASSERq | WBRÜCKE1 | WASSERq |

|  | WASSERq | WBRÜCKE1 | WASSERq |

|  | WASSERq | WBRÜCKE1 | WASSERq |

|  | WASSERq | WBRÜCKE1 | WASSERq |

|  |  | ABZgl+l | STRq |

|  | WASSERq | WBRÜCKE1 | WASSERq |

|  | WASSERq | WBRÜCKE1 | WASSERq |

|  | STRq | ABZgr+r |  |

|  |  | STR |

|  | STRq | ABZlr+lr | STRq |

|  | WASSERq | WBRÜCKE1 | WASSERq |

|  |  | STR |

|  | WASSERq | WBRÜCKE1 | WASSERq |

|  |  | STR |

|  | WASSERq | WBRÜCKE1 | WASSERq |

|  |  | STR |

|  | WASSERq | WBRÜCKE1 | WASSERq |

|  | WASSERq | WBRÜCKE1 | WASSERq |

|  |  | STR |

|  | WASSERq | hKRZWae + GRZq | WASSERq |

|  |  | STR |

|  |  | STR |

|  | exSTRq | KRZ | exSTRq |

|  | WASSERq | WBRÜCKE1 | WASSERq |

|  |  | STR |

|  | exSTRq | TEEeq |  |

|  | WASSERq | hKRZWae | WASSERq |

|  |  | STR |

|  | WASSERq | WBRÜCKE1 | WASSERq |

|  |  | STR |

|  | exSTRq | KRZ | exSTRq |

|  |  | STR |

|  | exSTRq | TEEeq |  |

|  |  | STR |

|  | STR+l | ABZlr+lr | STRq |

|  | STR | CONTf |  |

|  | TEEaq | exSTRq |  |

|  | STR |

| exSTRq | TEEeq |  |  |

|  | STR |

|  | ABZgl+l | STR+r |  |

|  | CONTf | STR |  |

|  | exSTRq | KRZ | exSTRq |

|  |  | STR |

|  | STRq | ABZlr+lr | STRq |

|  |  | STR |

|  | STRq | TEEeq |  |

|  |  | STR |

|  | STRq | TEEeq |  |

|  | WASSERq | hKRZWae | WASSERq |

|  |  | STR |

|  | STRq | KRZlr+lr | STRq |

|  | WASSERq | WBRÜCKE1 | WASSERq |

|  |  | SKRZ-Go |

|  |  | TEEaq | STRq |

|  | WASSERq | WBRÜCKE1 | WASSERq |

|  |  | STR |

|  | WASSERq | WBRÜCKE1 | WASSERq |

|  | exSTRq | KRZ | STRq |

|  |  | STR |

|  | WASSERq | hKRZWae | WASSERq |

|  |  | STR |

|  | WASSERq | WBRÜCKE1 | WASSERq |

|  | WASSERq | WBRÜCKE1 | WASSERq |

|  |  | TEEaq | exSTRq |

|  | WASSERq | WBRÜCKE1 | WASSERq |

|  | WASSERq | WBRÜCKE1 | WASSERq |

|  |  | GRENZE |

|  |  | TEEaq | STRq |

|  | STRq | TEEeq |  |

|  | WASSERq | WBRÜCKE1 | WASSERq |

|  |  | ABZgl+l | STRq |

| lAMPEL |  | ABZgl+l | STRq |

|  | STRq | MWNODE | RMq |

| lAMPEL | exSTRq | KRZ | STRq |

|  |  | ABZgl+l | STRq |

|  |  | TEEaq | FLUGg |

|  | STRq | TEEeq |  |

|  |  | STR |

|  | STRq | KRZ | STRq |

|  |  | ABZgl+l | STRq |

|  |  | STR |

|  |  | ABZgl+l | STRq |

|  |  | ABZgl+l | STRq |

|  |  | STR |

|  | WASSERq | WBRÜCKE1 | WASSERq |

|  |  | STR |

|  | WASSERq | WBRÜCKE1 | WASSERq |

|  | STRq | TEEeq |  |

|  | WASSERq | WBRÜCKE1 | WASSERq |

|  |  | STR |

|  | exSTRq | TEEeq |  |

|  |  | ABZgl+l | STRq |

|  |  | STR |

|  | WASSERq | WBRÜCKE1 | WASSERq |

|  |  | STR |

|  | STRq | ABZgr+r |  |

|  |  | STR |

|  |  | ABZgl+l | STRq |

|  |  | ABZgl+l | STRq |

|  |  | GRENZE |

|  |  | STR |

|  | exSTRq | TEEeq |  |

|  | STRq | ABZgr+r |  |

|  |  | STR |

|  | exSTRq | TEEeq |  |

|  |  | STR |

|  | exSTRq | TEEeq |  |

|  | WASSERq | WBRÜCKE1 | WASSERq |

|  |  | STR |

|  | WASSERq | WBRÜCKE1 + GRZq | WASSERq |

|  |  | STR |

|  | STRq | ABZgr+r |  |

|  |  | STR |

|  |  | ABZgl+l | FLUGg |

|  | WASSERq | WBRÜCKE1 | WASSERq |

| lAMPEL | STRq | TEEeq |  |

| lAMPEL |  | TEEaq | STRq |

| lAMPEL |  | TEEaq | STRq |

| lAMPEL | STRq | KRZ | STRq |

| lAMPEL | STRq | ABZgl+l + TEEeq | STRq |

|  | STR+l | ABZlr+lr | STRq |

|  | STR | CONTf |  |

| WASSERq | hKRZWae | WASSERq |  |

| STRq | TEEeq |  | lAMPEL |

| ARCH | TEEaq | STRq | lAMPEL |

| RMq | RMIdo | RMq |  |

| STRq | MWNODEl |  |  |

| lDAMPF | RGuq + RM |  |  |

| WASSERq | RMoW2 | WASSERq |  |

| STRq | RMIdo | STRq |  |

| STRq | MWNODEl |  |  |

|  | GRENZE |

| STRq | KRZlr+lr | STRq |  |

| STRq | TEEeq |  |  |

| WASSERq | RMoW2 | WASSERq |  |

|  | TEEaq | STRq |  |

| exSTRq | KRZ | STRq |  |

|  | STR |

| STRq | TEEeq + ABZgl+l | exSTRq |  |

|  | STR |

| WASSERq | WBRÜCKE1 | WASSERq |  |

|  | TEEaq | STRq |  |

|  | STR |

| STRq | TEEeq |  |  |

| STRq | KRZ | STRq | lAMPEL |

| STRq | TEEeq |  | lAMPEL |

| STRq | ABZgr+r |  |  |

| WASSERq | WBRÜCKE1 | WASSERq |  |

| exSTRq | TEEeq |  |  |

| WASSERq | WBRÜCKE1 | WASSERq |  |

| STRq | TEEeq |  |  |

| STRq | ABZgr+r |  |  |

| WASSERq | WBRÜCKE1 | WASSERq |  |

|  | STR |

|  | ABZlr+lr | STRq |  |

| STRq | MWNODE | STRq |  |

| WASSERq | WBRÜCKE1 | WASSERq |  |

|  | TEEaq | STRq |  |

|  | STR |

| STRq | ABZgr+r |  |  |

| WASSERq | hKRZWae | WASSERq |  |

| WASSERq | WBRÜCKE1 | WASSERq |  |

| STRq | ABZgr+r |  |  |

| WASSERq | WBRÜCKE1 | WASSERq |  |

|  | ABZlr+lr | STRq |  |

| WASSERq | WBRÜCKE1 | WASSERq |  |

| exSTRq | TEEeq |  |  |

| STRq | KRZ | STRq |  |

| WASSERq | WBRÜCKE1 | WASSERq |  |

| WASSERq | WBRÜCKE1 | WASSERq |  |

| STRq | ABZlr+lr | STRq |  |

| STRq | KRZ | STRq | lAMPEL |

| STRq | RMIdo | STRq |  |

| STRq | TEEeq |  | lAMPEL |

| WASSERq | WBRÜCKE1 | WASSERq |  |

|  | GRENZE |

|  | TEEaq | STRq |  |

| WASSERq | WBRÜCKE1 | WASSERq |  |

|  | ABZgl+l | STRq |  |

| WASSERq | WBRÜCKE1 | WASSERq |  |

| exSTRq | TEEeq |  |  |

| WASSERq | WBRÜCKE1 | WASSERq |  |

|  | STR |

| STRq | ABZlr+lr | STRq |  |

| WASSERq | WBRÜCKE1 | WASSERq |  |

| STRq | ABZlr+lr |  |  |

|  | TEEaq | STRq |  |

| WASSERq | hKRZWae | WASSERq |  |

|  | TEEaq | STRq |  |

|  | STR |

| WASSERq | WBRÜCKE1 | WASSERq |  |

|  | STR |

| WASSERq | WBRÜCKE1 | WASSERq |  |

| CONTgq | ABZqlr | STR+r |  |

|  | lNAT | STR |  |

|  | lAMPEL | RMTEEaq | STRq |

|  |  | MWNODEr | STRq |

|  |  | ABZgl+l | STRq |

|  |  | GRENZE |

|  |  | STR |

|  |  | STR |

|  | WASSERq | hKRZWae + GRZq | WASSERq |

|  |  | STR |

|  |  | STR |

|  |  | STR |

## Siniestros
El 7 de septiembre de 1996, en el kilómetro 129, fallece la cantante Gilda cuando un camión embistió al autobús donde viajaba, falleciendo junto a su madre, su hija mayor, tres de sus músicos y el chofer del ómnibus. El 12 de julio de 2017 se rompió un puente perteneciente al Paso Santa Rosa (tramo compuesto de tres puentes a lo largo de 162 m.), localizado en el km 714  que une las ciudades de Goya y Esquina. Dos días después de este hecho, un viajante a bordo de una camioneta, que cruzaba por el lugar ignorando el puente siniestrado cae al río produciéndose su inmediato fallecimiento. El sujeto, desconocía que el puente estaba inhabilitado y el mismo, por negligencia policial, estaba sin señalizar.

## Gestión

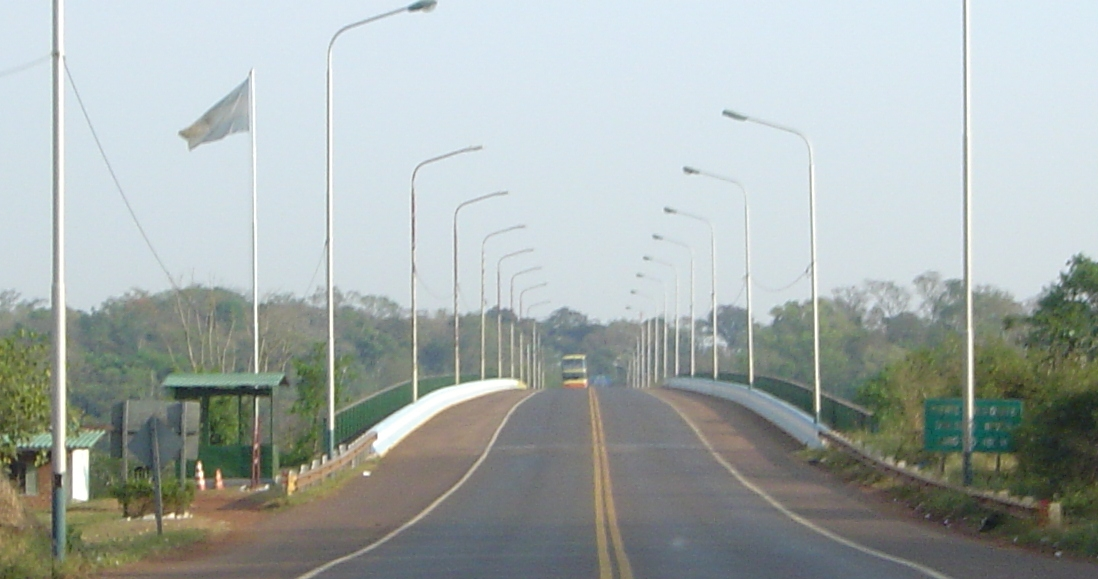
Puente Internacional Tancredo Neves.

En 1990 se concesionaron con cobro de peaje las rutas más transitadas del país, dividiéndose éstas en Corredores Viales.
De esta manera el tramo entre el enlace con la Ruta Nacional 9 en Zárate y el enlace con la Ruta Nacional 14 en Ceibas es parte del Corredor Vial 18 siendo la empresa ganadora de la licitación Caminos del Río Uruguay (Crusa) instalando la estación de peaje de Zárate (km 85).
En 1996 se amplió la concesión a 28 años con la condición que la empresa concesionaria construya una autovía entre el Complejo Unión Nacional y Gualeguaychú. El tramo entre el Puente General Justo José de Urquiza y Ceibas se completó el 12 de octubre de 1999. Debido a la devaluación del peso argentino en 2002, se paralizaron las obras en el tramo Ceibas-Gualeguaychú, en la Ruta Nacional 14.
La empresa Virgen de Itatí Concesionaria de Obras Viales (VICOV) se hizo cargo del Corredor Vial número 13, que incluía (entre otras) la Ruta 12 entre los km 871 y 1641, en las provincias de Corrientes y Misiones, desde el empalme con la Ruta Nacional 123 hasta el acceso al Puente Internacional Tancredo Neves, excluyendo el tramo en las cercanías de Posadas (km 1336-1349) instalando cabinas de peaje en Riachuelo (km 1014), Ituzaingó (km 1262), Santa Ana (km 1374) y Colonia Victoria (km 1551).
En 2003 se vencían los contratos de concesión de los Corredores Viales, por lo que se modificó la numeración de los corredores viales y se llamó a nueva licitación. El ganador del Corredor Vial número 6 fue la Empresa Concesionaria Vial (Emcovial). Dicho corredor incluye la ruta 12 en el mismo tramo que en la concesión anterior.
En el año 2010 se llamó a nueva licitación. La empresa ganadora, Caminos del Paraná, se hizo cargo de la zona de camino el 22 de abril de ese año.